# Aiolopus obariensis
Aiolopus obariensis är en insektsart som beskrevs av Usmani 2008. Aiolopus obariensis ingår i släktet Aiolopus och familjen gräshoppor. Inga underarter finns listade i Catalogue of Life.